# ماروین رینواتر
ماروین رینواتر (انگلیسی: Marvin Rainwater؛ ۲ ژوئیهٔ ۱۹۲۵ – ۱۷ سپتامبر ۲۰۱۳) یک موسیقی‌دان اهل ایالات متحده آمریکا بود.